# 岬はる香
岬 はる香（みさき はるか、1989年10月12日 - ）は日本のグラビアアイドル。東京都出身。オレンジェニック株式会社所属。
mixiでスカウトされたのをきっかけに芸能活動を始め、2009年3月にはイメージDVD『NEW KISS』を発売、グラビアアイドルとして本格的にデビューした。

## 出演

### オリジナルDVD
- ひとりかくれんぼ（2008年7月、エースデュースエンタテインメント）

### イメージDVD
1. NEW KISS（2009年3月スパイスビジュアル） ※フォトギャラリー&インタビュー
2. 岬はる香 SWINUTION(2010年10月（株）トリコ) ※フォトギャラリー&インタビュー

### テレビ
- 志村屋です。（2009年10月28日、フジテレビ）*「志村診察室」ゲスト